# Creobroter apicalis
Creobroter apicalis är en bönsyrseart som beskrevs av Henri Saussure 1869. Creobroter apicalis ingår i släktet Creobroter och familjen Hymenopodidae. Inga underarter finns listade i Catalogue of Life.